# 中国—土耳其关系
中国—土耳其關係（土耳其語：Çin-Türkiye ilişkileri），是指歷史上中國和土耳其之間的雙邊關係。中华人民共和国和土耳其共和国於1971年8月4日建交，自此後两国关系发展快速、顺利。土耳其奉行一個中國政策，承認中華人民共和國為中國的唯一合法代表，台灣是中國的一部分。目前，中华人民共和国於土耳其首都安卡拉設有大使館，在伊斯坦布爾設有總領事館。土耳其共和国亦於中國首都北京設大使館，在香港、廣州、上海和成都設有總領事館。土耳其也是中國主導的上海合作組織的對話夥伴。

## 歷史
古代中國與土耳其之關係可以追溯至汉朝時期。

### 古代
现代土耳其所在的小亚细亚半岛曾隶属于古罗马，位于中国与古罗马进行贸易交往的丝绸之路上，曾經長期是土耳其人的根據地。汉朝時，汉武帝遣人出使西域，开辟直通小亚细亚的丝绸之路，而出使西域的张骞曾經到达小亚细亚。
现代土耳其人為突厥人中烏古斯人的一支，突厥是古代亚洲北方的主要游牧民族之一，后分裂为东、西两部分。唐滅东、西突厥之戰後，突厥歸順唐帝國，惟后东突厥在唐高宗時期重新獨立，直到8世纪为回纥所灭，被迫西迁。自從突厥向西迁移和歸向伊斯兰教后，再也沒有與中國進行密切联系。
1524年明朝朝廷接見了來自鄂圖曼土耳其的使節團。

### 近代
在19世纪末至20世纪初时，奥斯曼帝国是当时少有的未与清朝建立官方关系的大国。

### 現代

#### 土耳其共和國與中華民國
在義和團事件時，剽悍的甘軍震撼德意志帝国皇帝威廉二世。他請求當時的「哈里發，─ 鄂圖曼帝國蘇丹阿卜杜勒-哈米德二世依其哈里發名義想辦法讓同樣是穆斯林組成的甘軍停止戰鬥。哈米德二世同意威廉二世的請求，並讓恩維爾帕夏（「並非」是青年土耳其黨領袖的那位 恩維爾帕夏）在1901年抵達中國，但義和團事件早已平息。

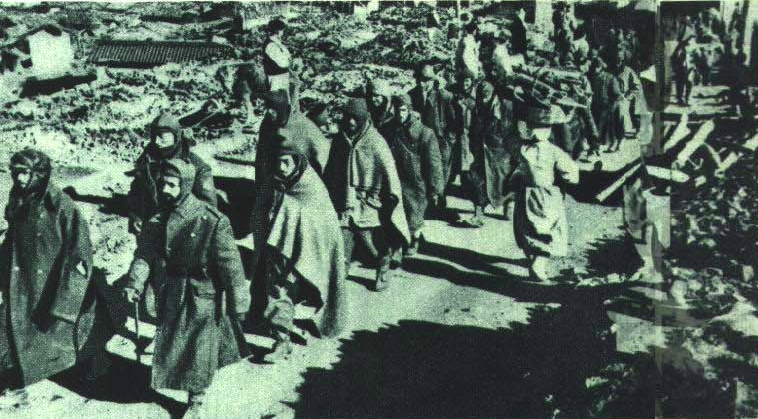
1951年朝鲜战争中被中國人民志願軍所俘的土耳其參戰士兵

1934年，土耳其與中华民国之間的双边关系正常化，時任国民政府军事委员会委员长蔣中正向被譽為土耳其国父的凯末尔赠送一張亲笔签名照，照片至今仍存於凯末尔陵墓博物馆内。1938年以立法委員王曾善為首的穆斯林人士組成的「中國回教近東訪問團」，雖經日本造謠妨礙，最終還是來到土耳其，揭露日本侵略中國的事實。
在1949年中國內戰後，中華民國退守台灣。土耳其依舊維持了雙邊關係22年，直至1971年。

#### 土耳其共和國與中華人民共和國
1950年，韩战爆发，联合国第83号决议成立联合国军，土耳其也派遣了5,000人的“土耳其旅”加入在朝鲜半岛的行动，隶属于联合国司令部。土耳其旅参加了多项重大行动，包括瓦院战役（1950年11月27日至29日），对抗中国人民解放军第38集团军的部队，金阳江里战役（1951年1月25日至26日）和第三次胡克战役（1953年5月28日至29日），对抗中国第50军部队。该旅曾获得韩国和美国的单位嘉奖。阿德南·曼德列斯执政时期，中华人民共和国不断谴责土耳其为“帝国主义走狗”，而土耳其舆论亦塑造了中国的负面形象。
中华人民共和国与土耳其共和国在1971年正式建交，並於同年10月支持中華人民共和國加入聯合國，土耳其是投票贊成中國政府恢復聯合國會員資格的76個國家之一。
土耳其總統阿卜杜拉居爾於2009年6月24日至29日對中國進行正式訪問，成為14年來首位訪問中國的土耳其總統。居爾說，他此行的主要目標之一是促進經濟關係。在北京，居爾與中國國家主席胡錦濤舉行了會談，並出席了土耳其─中國商業論壇。會談後，兩國在能源、銀行、金融、文化等領域簽署了七項合作協議。 北京後居爾訪問西安，獲西安西北大學榮譽博士學位。居爾其後參觀了深圳，並且應北京當局邀請，居爾還訪問了烏魯木齊，成為首位訪問新疆維吾爾自治區的土耳其總統。
2010年10月7日，中國和土耳其簽署了8項合作協議，涉及貿易、文化和技術交流、海洋合作等。 在兩國總理出席的簽字儀式上，雙方承諾到2015年將雙邊貿易額增加到500億美元，並合作建設連接安卡拉和伊斯坦布爾的高鐵。11月下旬，中國總理溫家寶訪問土耳其，訪問間雙方同意將中土關係升級為“戰略夥伴關係”，土耳其外長艾哈邁德·達武特奧盧會見了中國外長楊潔篪， 兩國外長的共同宣告中同意在新疆興建土耳其工業區，共同打擊分裂主義和恐怖主義，包括打擊土耳其的反華分裂活動。 政治評論員將這些雙方更牢固的聯繫作為土耳其外交政策向“東方”調整的進一步證明。
2017年，中國駐土耳其大使於洪洋表示，中國願意討論土耳其加入上海合作組織的問題。根據2018年11月的土耳其INR民意調查，46%的土耳其人對中國持正面看法，高於2018年6月的30%。民意調查還發現，62%的土耳其人認為土耳其與中國保持牢固的貿易關係很重要。2019年4月，中國成為第一個祝賀埃克雷姆·伊馬姆奧盧就任伊斯坦布爾市長的國家。伊馬姆奧盧告訴中國駐伊斯坦布爾總領事崔偉，中土兩國政治、經濟、貿易和文化關係非常好，也很重要。
2019年7月，土耳其總統埃爾多安訪華時表示：“新疆各族人民在中國的發展繁榮中過著幸福生活，這是事實。“埃爾多安還表示，一些人試圖“濫用”新疆危機，以危害“土中關係”。不過，當中國批評土耳其2019年對敘利亞東北部的進攻時，兩國關係開始惡化。 中國外交部發言人表示，中國認為“敘利亞的主權、獨立和領土完整必須得到尊重和維護”，並指出多方對土耳其的軍事行動“表示關切”，敦促土耳其“保持克制”。
2023年，土耳其發生黎克特制7.8級地震，中國向土方提供4千萬元人民幣緊急援助，派出由82人救援隊及4隻搜救犬組成的官方搜救隊參與救援，中国红十字会亦向土方提供20万美元援助。 而民間多支救援隊伍亦前往土耳其參與救災工作。

## 經濟關係

簽署“一帶一路”相關合作文件的國家。

目前，中華人民共和國與土耳其在贸易和投资等领域的合作发展快速。雖然中華人民共和國與土耳其在1990年签订了投资保护协定，但兩國相互投资的规模仍然较小；自2000年起，中土兩國的相互投资开始加速发展。截至2009年底，中国对土耳其的直接投资總额為3.18亿美元，而土耳其对华的实际投资總额則突破1亿美元。中国对土耳其的投资涉及到交通、能源、通讯、采矿、贸易、旅游等领域，而土耳其对华投资的领域早期為产品制造、加工，目前逐步发展到金融、零售、酒店、工程等领域。
2000年，中土兩國的双边贸易總额首度突破10亿美元；4年後，兩國双边贸易總额为34.1亿美元，其中中國到土耳其的出口總额為28.2亿美元，土耳其到中國的出口總额為5.9亿美元。2009年，中土兩國双边贸易總额为100.79亿美元。到2017年，這個數字增加到 270 億美元。中國是土耳其最大的進口夥伴，也土耳其是“一帶一路”倡議的積極參與者。
2019年6月，中國人民銀行向土耳其提供10億美元資金，助力土耳其經濟發展。9月下旬，中國國家開發銀行向土耳其工業和開發銀行提供了2億美元的貸款。根據最近的一項研究，中國和土耳其之間日益增加的經濟合作是由利益驅動的計算形成的，以加強正義與發展黨在國內外的權力。
2021年3月25日，中国国务委员兼外交部长王毅访问土耳其，与土耳其总统埃尔多安在安卡拉会见，埃尔多安表示土方期待推动土“中间走廊”计划和“一带一路”倡议对接，深化互联互通、基础设施建设、投资等领域合作，促进双边贸易平衡发展，推动使用本币结算。之后王毅同土耳其外长梅夫吕特·恰武什奥卢举行会谈，双方就中土关系、疫情问题、涉疆问题进行沟通，并表示将协同对接合作。
2023年，土耳其对从中国进口的电动汽车征收额外关税。2024年6月8日，土耳其宣布对中国的燃油及混合动力车乘用车征收40%的额外进口关税，并在30日后实施。中國方面对此表示强烈不满和强烈反对。

## 文化關係
中華人民共和國與土耳其在1993年11月签署了文化合作协定，當中的交流项目包括体育、教育、新闻等多个领域。
中土兩國曾互辦文化年：土耳其在2012年舉辦“中國文化年”，中國則於2013年舉辦“土耳其文化年”；在此兩年間，兩國互相舉辦與伊斯蘭文化有關的活動。国家宗教事务局外事司司長郭偉指，雖然中土兩國的國情不同，但同是古國，而且兩國的穆斯林都發揮重要的作用；他又認為兩國互辦伊斯蘭文化活動能夠加深人民之間的了解和友誼，從而提升雙邊關係。2018年是中國的“土耳其文化年”，中國歌手張馳創作的一首名為《我想帶你去浪漫的土耳其》的歌曲在當年成為中國最流行的歌曲之一。
中國赴土耳其遊客從2011年的9.8萬人次增加到2015年的30萬人次，並在2018年達到40萬，10年內增長了537%。 土耳其政府預計這一數字將在未來幾年上升到100萬。在埃爾多安於2019年7月訪問中國期間，中國領導人兼中共總書記習近平表示，中國將使土耳其國民更容易獲得中國簽證。

## 軍事關係
土耳其與中國在一些武器開發上有合作。20世紀90年代後期，土耳其希望取得美國M270多管火箭系統的技術轉讓和生產許可，但談判最終失敗，因此土耳其開始與中國在彈道導彈上聯合合作開發。1997年中國向土耳其出口衛士型火箭炮，土耳其自產的J-600T「雷霆」短程戰術彈道導彈也採用了中國技術。
2010年9月20日至10月4日期間，土耳其舉行安納托利亞鷹演習，邀請了中國與土耳其F-4E鬼怪戰鬥機進行演習。美國官員當時擔心這些演習會讓中國人獲得西方技術並了解北約戰術。
2015年11月，土耳其取消了與中國原先已簽定了的HQ-9導彈交易合約，轉而選擇國產導彈防禦系統。 2019年有報導稱，由於美國禁止向土耳其出售F-35戰機，土耳其正在考慮從中國購買沈陽J-31戰機。

## 糾紛
土耳其近年與中國在新疆問題上發生過多次的外交爭議。土耳其現時執政黨正義與發展黨被視為突厥民族主義、伊斯蘭主義及新鄂圖曼主義的政黨，也是被廣泛視為支持新疆分離運動的同情者。正義與發展黨的激進支持者認為新疆維吾爾人是在東方的最前哨的大突厥民族，在宗教層面上同是伊斯蘭教徒，所以是「受壓迫而需要幫助的弟兄」。土耳其總統埃爾多安也曾多次公開發表有關新疆的言論，引起中國及土耳其的外交爭端，比如在2019年2月9日，埃爾多安在土耳其國會上公開宣稱維吾爾音樂家阿不都日衣木·艾衣提被中國拘禁並遭受酷刑伤重身亡，谴责不人道行为。然而，中国国际广播电台公布了艾衣提在世的视频，否认土耳其的指控。中国外交部新闻发言人华春莹在例行记者会上认为土耳其外交部的有关表态非常恶劣。中国驻土耳其大使馆就土耳其相关言论向土方提出了严正的交涉。
不過埃爾多安言論多數都只被外界視為激發國內民族主義情緒的工具，以獲得政治上的支持，並不是真正有意去直接插手新疆問題。縱使間歇性的外交紛爭，中國與土耳其的經濟交流依舊緊密，中國是土耳其最大的進口夥伴， 土耳其也是“一帶一路”倡議的積極成員。另外，土耳其自身也有庫爾德分離主義問題，如果對其他國家的分離主義提供支持，除了會激發國內庫爾德分離問題，也有機會引來中國插手干涉以報復。土耳其已正式將東突厥斯坦伊斯蘭運動列為恐怖組織，雙方也加強了打擊新疆分裂主義運動的合作，包括驅逐土耳其境內的維吾爾分離主義者及恐怖份子。2014年，埃尔多安当选土耳其总统后表示“土耳其绝不允许任何组织和个人在其领土上从事反华分裂活动和损害中国利益的活动”。執政的正義與發展黨內部不同的派系也就這個議題有不同的意見，一些民族主義派系要求採取更強硬的行動，但更多的希望優先與中國建立良好關係，並認為維吾爾問題是被美國濫用來破壞中土關係的，土耳其應該要以務實的態度遵循自己國家的利益。一些正義與發展黨成員甚至公開指責熱比婭·卡德爾是“美國特工”和“異教徒”。

## 外部連結
- 中华人民共和国驻土耳其共和国大使馆官方网站（简体中文）（英文）（土耳其文）
  - 中华人民共和国驻土耳其共和国大使馆经济商务处官方网站（简体中文）
- 中华人民共和国驻伊斯坦布尔总领事馆官方网站（简体中文）（土耳其文）
  - 中华人民共和国驻伊斯坦布尔总领事馆经贸之窗官方网站（简体中文）

| - 土耳其駐華大使館官方網站（简体中文）（英文）（土耳其文） |